# المحافظة اللغوية
في اللغويات، الشكل المحافظ أو التنوع أو الطريقة هي التي تغيرت قليلاً نسبيًا عبر تاريخها، أو التي تقاوم التغيير نسبيًا. إنه عكس الإبتكار أو الأصناف أو الأشكال المتقدمة، التي خضعت لتغييرات أكبر أو أحدث التغيرات نسبيًا.وومن ناحية أخرى، فإن اللغة في تسلسلها الزمني لغة قديمة.
الشكل اللغوي المحافظ، مثل الكلمة، هو الشكل الذي يبقى أقرب إلى الشكل الأقدم الذي تطور منه، بالنسبة إلى الأشكال المعرفية من نفس المصدر. على سبيل المثال، تطورت الكلمة الإسبانية caro والكلمة الفرنسية cher من الكلمة اللاتينية cārum. الكلمة الإسبانية، التي هي أكثر تشابهًا مع الجد المشترك، أكثر تحفظًا من الكلمة الفرنسية.
يقال أن اللغة أو تنوع اللغة يكون محافظًا إذا كان لديه ابتكارات أقل (بمعنى آخر، أشكال أكثر تحفظًا) من الأصناف ذات الصلة. على سبيل المثال، الأيسلندية، في بعض الجوانب، تشبه اللغة النوردية القديمة أكثر من اللغات الأخرى التي تطورت من اللغة النوردية القديمة، بما في ذلك الدنماركية أو النرويجية أو السويدية، في حين يعتبر العديد من اللغويين من سردينيا (وخاصة اللهجات النورية) الأكثر تحفظًا لغة رومانسية.    وفي الواقع، يبدو أن الدراسات الحديثة المتعلقة باستقرار الآيسلندي الحديث تؤكد مكانتها على أنها «مستقرة». ولذلك تعتبر اللغة الأيسلندية  والسردينية لغات محافظة نسبيًا. وبالمثل قد تكون بعض لهجات اللغة أكثر تحفظًا من غيرها. والتي تميل الأصناف القياسية، على سبيل المثال، إلى أن تكون أكثر تحفظًا من الأصناف الغير القياسية؛ لأن التعليم والتدوين في الكتابة يميلان إلى إعاقة التغيير.
عمومًا يُقال أن الكتابة أكثر تحفظًا من الكلام نظرًا لأن الأشكال المكتوبة تتغير بشكل أبطأ وبشكل عام من اللغة المنطوقة. والذي يساعد على تفسير التناقضات في أنظمة الكتابة مثل الإنجليزية نظرًا لأن اللغة المنطوقة تغيرت نسبيًا أكثر من اللغة المكتوبة، فإن المطابقة بين الإملاء والنطق غير متناسقة. (انظر التحول الكبير للحرف).
قد تكون اللغة محافظة من ناحية بينما تكون مبتكرة في وقت واحد من ناحية أخرى. البلغارية والمقدونية واللغات السلافية ذات الصلة الوثيقة، مبتكرة في قواعد أسماءهم، بعد أن أسقطت جميع بقايا نظام الحالة السلافية المعقدة؛ في نفس الوقت هم محافظون للغاية في نظامهم اللفظي والذي تم تبسيطه بشكل كبير في معظم اللغات السلافية الأخرى. تعد اللغة الإنجليزية واحدة من اللغات الجرمانية الأكثر ابتكارًا في معظم النواحي (المفردات، والانعطاف وعلم الأصوات المتحركة وبناء الجملة) ومع ذلك المحافظة في علم الأصوات الساكنة، مع الاحتفاظ بأصوات مثل (أبرزها) ‎/θ/‏ و ‎/ð/‏ (ال) والتي تبقى فقط باللغة الإنجليزية والأيسلندية والاسكتلندية.
غالبًا ما يُعتقد أن اللغات المحافظة أكثر تعقيدًا نحويًا (أو شكلياً على الأقل) من اللغات المبتكرة وينطبق هذا إلى حد كبير على اللغات الهندية الأوروبية، حيث كانت لغة الأم معقدة صرفيا للغاية وتم تبسيط النمط السائد لتغيير اللغة. ومن ناحية أخرى، قام عدد من الأصناف العربية التي تعتبرمبتكرة، مثل اللغة العربية المصرية، بتطوير نظام معقد للتشكيل اللفظي من النظام الأبسط للغة العربية الكلاسيكية. [بحاجة لمصدر]

في القرن السادس الميلادي، كانت اللغة العربية الفصحى لغة سامية محافظة مقارنة مع اللغة السريانية الكلاسيكية، التي كانت تحدث في نفس الوقت. تشبه اللغة العربية الفصحى إلى حد كبير بروتو-سامية المعاد بناؤها،  وتغيرت السريانية أكثر من ذلك بكثير. بالمقارنة مع الشمال الشرقي الحديث الآرامي الحديث، الذي ليس بالضرورة أن ينحدر منه مباشرة، السرياني الكلاسيكي لا يزال نموذجًا لغويًا قديمًا للغاية.
تغير الجورجيون قليلاً بشكل ملحوظ منذ العصر الجورجي القديم (القرن الرابع / الخامس الميلادي). [بحاجة لمصدر]

الأحفورة الحية هي مفهوم مماثل تقريبًا في علم الأحياء.